# Bell Labs

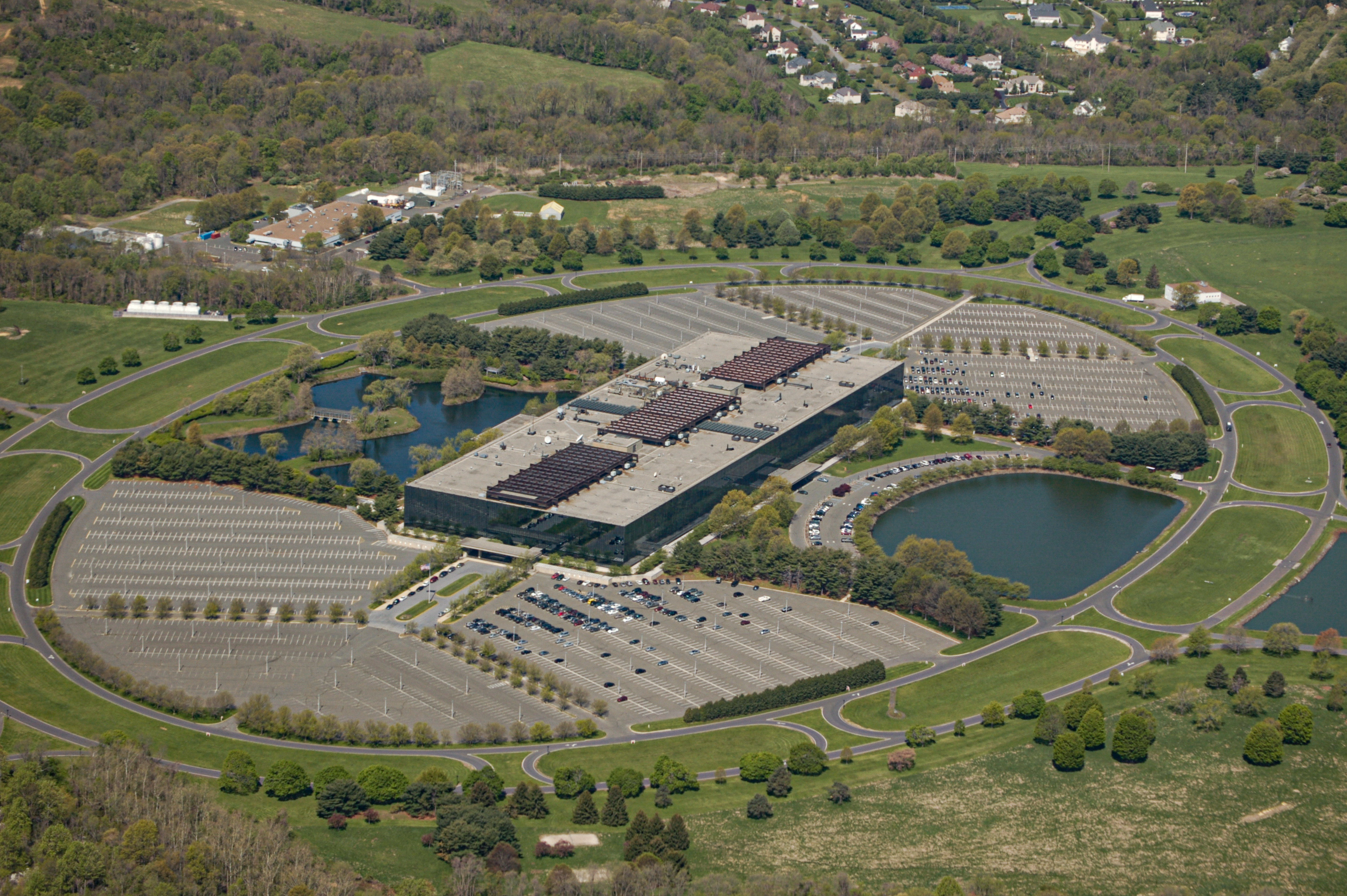
Het Bell Labs-gebouw in Holmdel (New Jersey)

De Bell Telephone Laboratories of Bell Labs waren oorspronkelijk de onderzoeks- en ontwikkelingslaboratoria van AT&T, het Amerikaanse nationale telefoonbedrijf dat ook wel Bell System werd genoemd. Het was in die tijd de eerste centraal georganiseerde onderzoekstak binnen een bedrijf en heeft belangrijke bijdragen geleverd aan een scala van revolutionaire technologieën, van telefooncentrales tot speciale bekledingen voor telefoonkabels, de transistor en meer in het algemeen de telecommunicatie en informatietheorie. Er zijn ongeveer 40.000 uitvindingen gedaan sinds de oprichting in 1925. Bell-onderzoekers werden zeer ruim onderscheiden met de hoogste prijzen: zes Nobelprijzen voor de Natuurkunde aan elf onderzoekers en 28 stuks IEEE Medal of Honor, bijna een derde van het totaal aantal dat is uitgereikt sinds 1917.
Bell Labs is in 1925 opgericht door Walter Gifford (de voorzitter van AT&T) en nam toen het werk over van de onderzoeksafdeling van Western Electric met Frank Jewett als eerste president. Bell Labs was toen 50% eigendom van AT&T en 50% van Western Electric.
Het werk werd grofweg onderverdeeld in drie categorieën: onderzoek, systeemontwerp, en ontwikkeling:
- Het onderzoek leidde tot een theoretische basis onder telecommunicatie. Het behandelde onderwerpen zoals wiskunde, natuurkunde, informatietheorie, materiaalkunde, gedragswetenschappen, en informatica.
- Systeemontwerp hield zich bezig met de zeer complexe systemen van telecommunicatienetwerken.
- Ontwikkeling, veruit grootste activiteit ontwierp de specifieke systemen, zowel hardware als software, die nodig waren om het Bell System telefoon- en telecommunicatienetwerk te bouwen.

In 1984 splitste de regering van president Ronald Reagan de monopolist AT&T op om meer mededinging op de telecommarkt mogelijk te maken. Deze scheiding leverde naast 'Ma Bell', het overgebleven deel van AT&T, in totaal zes 'Baby Bells' op, die in hun regio lokale telefonie aanbieden. Bellcore werd afgesplitst van Bell Labs om als onderzoeks- en ontwikkelingstak voor de lokale telefoonbedrijven te dienen.
In 1996 splitste AT&T Bell Labs, samen met het grootste deel van de productie van appatuur, af in een nieuw bedrijf, genaamd Lucent Technologies. AT&T behield een klein aantal onderzoekers dat AT&T Laboratories werd.
In januari 2002 werd Jan Hendrik Schön, een Duitse natuurkundige, ontslagen door Bell Labs, omdat publicaties van hem frauduleuze gegevens bleken te bevatten. Het was het eerst bekende geval van fraude in de geschiedenis van het laboratorium. Meer dan een dozijn van Schöns publicaties bleken gebaseerd op verzonnen of veranderde meetgegevens, met inbegrip van een document over zeer kleine transistors, dat als een doorbraak werd gezien.
Op zijn hoogtepunt had Bell Labs onderzoek en/of ontwikkelingsfaciliteiten over geheel Amerika, hoewel de meeste en belangrijkste zich concentreerden in New Jersey. Bell Labs is tegenwoordig gevestigd in Murray Hill, New Jersey.
Sinds de fusie van Lucent Technologies met het Franse Alcatel is Bell Labs de onderzoeksafdeling van Alcatel-Lucent.
Sinds de overname van Alcatel-Lucent door Nokia is het onderdeel van de onderzoeksafdelingen van Nokia.

## Belangrijke vindingen
- De transistor werd uitgevonden door Bell Labs in 1947. De verantwoordelijken voor deze ontdekking, John Bardeen, William Shockley en Walter Brattain krijgen in 1956 de Nobelprijs voor de Natuurkunde.
- Hendrik Wade Bode en Harry Nyquist waren belangrijke pioniers op het gebied van telecommunicatie en regeltechniek.
- Claude Shannon, elektrotechnicus en wiskundige, publiceerde een "A Mathematical Theory of Communication" (1948) in het Bell System Technical Journal, dat voortbouwde op het vroegere werk in informatietheorie bij Bell Labs door Harry Nyquist en Ralph Hartley.
- In 1939 werd door Homer Dudley de vocoder uitgevonden. Het werk van Dudley is voortgezet door James L. Flanagan in de jaren vijftig. De vocoder vormt de basis voor de vocoders gebruikt in GSMs en MP3.
- In 1958 beschreven Arthur Schawlow en Charles Townes het principe van een laser in het artikel "Infrared and Optical Masers". Op dit idee kregen zij een octrooi[1]
- Bell Labs ontwikkelde de fotovoltaïsche cel.
- Karl Jansky werkte voor Bell Labs aan het onderzoek naar storingen op de korte golf. In 1933 ontdekte hij een deel van de storingen afkomstig was uit het heelal en dat hemellichamen naast licht ook radiostraling uitzonden. Hiermee stond hij aan de wieg van de radioastronomie. Het belang van zijn ontdekking werd echter pas veel later ingezien.
- De programmeertaal C, is de vroege jaren zeventig door Brian Kernighan, Dennis Ritchie, en Ken Thompson bij Bell Labs ontwikkeld, evenals de programmeertaal van C++ die door Bjarne Stroustrup in de jaren tachtig wordt ontwikkeld.
- Bell Labs ontwikkelde het Unix operating system met daarin het onderdeel UUCP, dat aan de basis stond van het internet.
- Bell Labs ontwikkelde Plan 9 als vervanging voor Unix in de late jaren tachtig en de vroege jaren negentig.
- Bell Labs ontwikkelde het Inferno besturingssysteem in de latere jaren negentig gebaseerd op onderzoek met Plan 9 en de nieuwe programmeertaal Limbo.
- Max Mathews was een vroege pionier in elektronische muziek.
- Bell Labs ontwikkelde de eerste single-chip 32-bits microprocessor van de wereld, de BELLMAC-32A. Het eerste IC werd gemaakt in 1980.